# Euclymene natalensis
Euclymene natalensis är en ringmaskart som först beskrevs av Francis Day 1957.  Euclymene natalensis ingår i släktet Euclymene och familjen Maldanidae.
Artens utbredningsområde är Moçambique. Inga underarter finns listade i Catalogue of Life.